# Lifan Group
Lifan Technology (Group) Co., Ltd. è un gruppo industriale cinese produttore di autovetture e motociclette  con sede a Chongqing, in Cina.

## Storia
Lifan è stata fondata dall'ex politico Yin Mingshan nel 1992 come officina di riparazione di motociclette con uno staff di nove persone. L'azienda era originariamente chiamata "Chongqing Hongda Auto Fittings Research Center". La società è stata ribattezzata Lifan Industry Group nel 1997 mantenendo il marchio “Lifan Hongda” per la produzione motociclistica.
Si è espansa nella costruzione di autobus nel 2003.
Nel 2004 alla Lifan è stato ordinato di cessare la vendita di motociclette con il marchio "Hongda" al culmine di una causa legale di successo promossa dalla casa giapponese Honda. Nello stesso anno Honda ha avviato una causa separata contro Lifan questa volta per l'utilizzo di badge simili a quelli Honda sui suoi prodotti motociclistici.
Nel 2007 Lifan insieme alla Derways Automobile avviano l’assemblaggio in complete knock down della berlina 520 in Russia con componenti spediti dalla Cina.
Nel 2009 è diventato il quinto produttore cinese di motociclette e viene firmato un accordo con l’italiana Martin Motors per l’esportazione delle autovetture in Italia.
Nel 2003, Lifan ha acquisito la Chongqing Vehicle Manufacturing Co Ltd, e nel 2005 ha avviato la produzione automobilistica con il minivan LF6361/1010 e il pick-up basato sul Daihatsu Atrai del 1999.
Nel dicembre 2005 è entrata in produzione la prima vettura sviluppata in modo indipendente dal costruttore la Lifan 520, berlina tre volumi equipaggiata con motore Tritec.
A partire dal 2011 la gamma Lifan si è arricchita dell'utilitaria 320, la hatchback 520, la berlina medio-grande 620 e lo SUV compatto X60.
Dalla fine del 2010 l'azienda è quotata alla Borsa di Shanghai.
Lifan ha stipulato un accordo con la casa motociclistica italiana MV Agusta il 6 luglio 2011 diventando l’importatore e il distributore esclusivo di MV Agusta in Cina; la casa cinese inoltre è responsabile della vendita e dello sviluppo di una strategia per il mercato cinese del marchio MV Agusta.
Nello stesso la casa annuncia investimenti pari a 549 milioni di dollari per la costruzione di una seconda fabbrica destinata a produrre automobili nella città cinese di Liangjiang.
Nel fine 2019 Lifan sbarca in Italia con lo scooter elettrico E3 equipaggiato con un motore Bosch.

## Veicoli prodotti

### Automobili
- Lifan LF6361/1010 - minivan e pickup basato sulla Daihatsu Atrai
- Lifan 320[9]
- Lifan 330
- Lifan 520
- Lifan 530
- Lifan 620
- Lifan 630
- Lifan 650
- Lifan 720
- Lifan 820
- Lifan Lotto
- Lifan X50
- Lifan X60
- Lifan Maiwei
- Lifan X70
- Lifan X80
- Lifan Foison

### Scooter
- Lifan E3
- Lifan E4
- Lifan KPV 150 ADV
- Lifan KPV 350
- Lifan Blues
- Lifan KPV Race
- Lifan Blink
- Lifan BWS

### Motociclette
- Lifan V16
- Lifan K9